# Кичевско-мавровски партизански одред
Кичевско-мавровски народноослободилачки партизански одред  је био партизанска јединица у саставу Народноослободилачке војске и партизанских одреда Југославије током Другог светског рата у Југославији.

## Историјат
Формиран је 21. маја 1943, од 46 бораца Мавровско-гостиварског НОП одреда „Кораб“, Кичевског НОП одреда "Козјак" и Крушевског НОП одреда "Питу Гули". Дејствовао је на подручју Кичева, Гостивара, Маврова, Дебра и Дебараца. Одред је убрзо ступио у борбе против окупаторских снага код села Сливово 23. маја, Невестински Гроб 30. маја, Пресека 14. јуна, Карбуница 20. јуна и друге. Нападао је италијанске карабињерске и финансијске станице, вршио диверзије на телефонско-телеграфским линијама, железничкој прузи и цестама. До средине јула водио је борбе с италијанским и балистичким деловима код Лазаропоља, на Бистри планини и дуж железничке пруге Кичево—Струга. Након што је одред досегао 70 бораца, током јула 1943. године подељен је на Мавровско-гостиварски партизански одред и Кичевски НОП одред (Други кичевски партизански одред). Одред је 23. септембра 1943. године ушао у састав Кичевског партизанског батаљона. Прва жртва одреда био је Драге Ристески из кичевског села Карбуница. Заставу одреда сашила је група девојака, међу којима и Љубица Богеска из Кичева.

## Командни састав
- Иван Дојчинов - командант
- Мино Богданов - политички комесар
- Златко Биљановски - заменик политичког комесара
- Мирко Милевски
- Ели Аргировска
- Димитар Берберовски